# Beekdaelen
Beekdaelen – gmina w południowej części Holandii, w prowincji Limburgia. Powstała w 2019 roku przez złączenie gmin Nuth, Schinnen oraz Onderbanken. W 2021 roku gmina liczyła 36 057 mieszkańców. Burmistrzem od 22 sierpnia 2019 roku jest Eric Geurts.

## Miejscowości
Miejscowości leżące na terenie gminy Beekdaelen:
- Amstenrade,
- Bingelrade,
- Doenrade,
- Hulsberg,
- Jabeek,
- Merkelbeek,
- Nuth,
- Oirsbeek,
- Puth,
- Schimmert,
- Schinnen,
- Schinveld,
- Sweikhuizen,
- Vaesrade,
- Wijnandsrade.